# Ada Marra

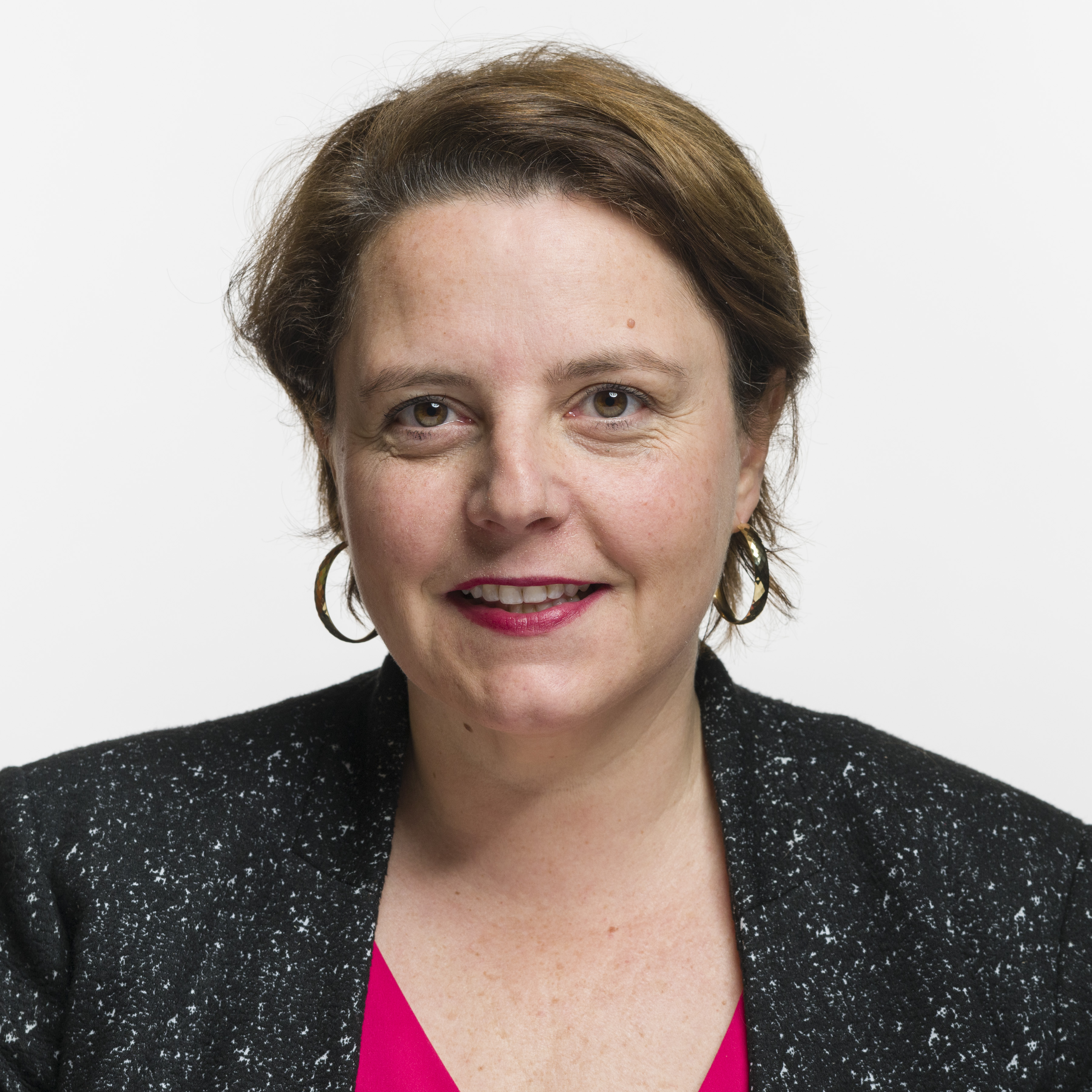
Ada Marra (2019)

Ada Marra (* 10. März 1973 in Lausanne; heimatberechtigt in Paudex; bürgerlich Addolorata Marra) ist eine Schweizer Politikerin (SP). Von 2007 bis 2023 war sie Nationalrätin.

## Leben
Ada Marra wurde als Tochter italienischer Eltern aus Apulien geboren, die in den 1960er-Jahren in die Schweiz eingewandert waren.
Sie wuchs in Paudex auf und besuchte das Gymnase de la Cité Lausanne. Nach der Matura 1993 studierte sie an der Universität Lausanne, wo sie 1996 einen Abschluss in Politikwissenschaften erwarb (lic. ès sc. pol.). 2018 nahm sie ein Theologiestudium auf.
Als gebürtige Schweizerin behielt sie die italienische Staatsbürgerschaft ihrer Eltern bei und gehört zu den vielen Parlamentariern im Schweizer Parlament mit Doppelbürgerschaft.
Im Jahr 2007 wurde bei ihr multiple Sklerose diagnostiziert.
Sie ist die Zwillingsschwester des Fernsehproduzenten und -moderators Luigi Marra. Des Weiteren hat sie einen älteren Bruder namens Venanzio und eine Schwester. Sie wohnt in Lausanne.

## Politik
1997 trat sie in die Sozialdemokratische Partei der Schweiz (SP Schweiz) ein. Sieben Jahre lang war sie deren Generalsekretärin für den Kanton Waadt. Am 2. Dezember 2018 wurde sie als einzige Kandidatin als Nachfolgerin von Géraldine Savary zur Vizepräsidentin der SP Schweiz gewählt. 2021 wurde sie für eine zweite Amtszeit wiedergewählt, kündigte jedoch im November gleichen Jahres auf X (soziales Netzwerk) an, dass sie das Amt im Februar 2022 niederlegen werde. An ihrer Stelle wurde am 5. Februar 2022 die Ständerätin Elisabeth Baume-Schneider gewählt.
Im Dezember 2004 wurde sie in den Grossen Rat des Kantons Waadt gewählt, wo sie bis zu ihrer Wahl in den Nationalrat 2007 wirkte.
Seit den Schweizer Parlamentswahlen vom 21. Oktober 2007, als sie für die in den Ständerat gewählte Géraldine Savary nachrückte, gehört sie dem Nationalrat an. 2011 wurde sie bestätigt, 2015 und 2019 wiedergewählt. Sie war von 2007 bis 2011 und von 2019 bis 2023 Mitglied der Staatspolitischen Kommission, 2011 bis 2019 der Kommission für Wirtschaft und Abgaben, 2015 bis 2019 der Geschäftsprüfungskommission, 2012 bis 2015 der Delegation für die Beziehungen zum italienischen Parlament (2012 bis 2013 Vizepräsidentin, 2013 bis 2015 Präsidentin) und 2011 bis 2015 stellvertretendes Mitglied der Immunitätskommission. Bis Januar 2024 war sie Mitglied der Schweizer Delegation bei der Parlamentarischen Versammlung des Europarates. Zudem war sie Mitglied der parlamentarischen Gruppen «Bundeshaus-Band», «Frauengruppe» sowie «Pfadibewegung Schweiz». Bei den Wahlen 2023 ist sie nicht zur Wiederwahl angetreten.
Im Jahr 2008 reichte sie eine parlamentarische Initiative zur Frage der erleichterten Einbürgerung von Ausländern der dritten Generation ein, auf deren Grundlage die Bundesversammlung 2016 einen Bundesbeschluss für eine Verfassungsänderung verabschiedete, über die am 12. Februar 2017 abgestimmt wurde. Neunzehn Kantone und mehr als sechzig Prozent der Stimmenden nahmen den Beschluss an. Laut Medienvertretern habe Marra als Hauptarchitektin der erleichterten Einbürgerung einen «beispiellosen» Sieg errungen, indem sie die SVP auf deren «Lieblingsterrain», der nationalen Identität, besiegt habe. Als sich zeigte, dass die dritte Generation eher die normale Einbürgerung bevorzugt, weil diese offenbar leichter ist, reichte Marra am 18. Juni 2020 eine Interpellation ein mit der Frage, wie die Situation verbessert werden könne.
Am 4. März 2020 las sie während der Debatte im Nationalrat über ihre Motion «Konkrete Massnahmen im Umgang mit heftigen Drohungen und starken Beleidigungen», die sie 2019 eingereicht hatte, eine «ganz kleine Auslese» (un tout petit florilège) von Beschimpfungen vor, die sie aufgrund ihrer politischen Arbeit erhalten hatte. Im Vertrauen darauf, dass das Büro des Nationalrats wie versprochen weiterhin nach einer Lösung suche, zog sie die Motion zurück.
Am 27. April 2019 gewann sie gegen Roger Nordmann die Nominierungswahl der SP Waadt für die Nachfolge von Géraldine Savary im Ständerat. Nachdem sie am 20. Oktober 2019 im ersten Wahlgang noch auf dem zweiten Platz gelegen hatte, fiel sie im zweiten Wahlgang am 10. November 2019 klar hinter Olivier Français von der FDP und die Grüne Adèle Thorens Goumaz zurück. Damit verlor die SP Waadt den Sitz im Ständerat, den sie seit 20 Jahren innegehabt hatte.

## Mandate
Ada Marra engagiert sich in mehreren Wohltätigkeitsorganisationen, die gegen Armut, besonders der Sans Papiers, kämpfen. Von 2010 bis 2016 war sie Mitglied des Präsidiums der Caritas Schweiz, die der römisch-katholischen Kirche nahesteht. Seit dem 1. Juni 2011 war sie Präsidentin der Fondation Mère Sofia (die ursprünglich mit der serbisch-orthodoxen Kirche verbunden war, heute aber keine religiöse Zugehörigkeit mehr hat). Die Stiftung betreibt die Suppenküche in Lausanne und die Betreuungseinrichtung Le Répit für Obdachlose. 2020 trat sie als Präsidentin zurück, blieb aber im Vorstand des Stiftungsrats. Seit 2015 hat sie mit Céline Widmer die Position der Co-Präsidentin der Plattform zu den Sans-Papiers inne. Von 2015 bis 2019 war sie Präsidentin des Conseil de la pastorale œcuménique dans le monde du travail, von 2007 bis 2013 zudem Präsidentin der Fédération romande Lire et Écrire (Kampf gegen den Analphabetismus).

## Publikationen
- Tu parles bien français pour une italienne. Georg, Genf 2017, ISBN 978-2-8257-1069-2 (Illustrationen von Denis Kormann).
- Ab wann ist man von hier? Zytglogge, Bern 2019, ISBN 978-3-7296-5015-2.

## Trivia
2010 erhielt sie den Champignac d’Or unter anderem für die Aussage: «Je n’ai jamais été partisane de la fessée ou du martinet comme principe pédagogique. Cela doit rester un choix de ces femmes» («Ich war nie eine Befürworterin der Prügelstrafe oder der Peitsche als pädagogisches Prinzip. Dies muss eine Entscheidung dieser Frauen bleiben»). Der Grand Prix du Maire de Champignac wird seit 1988 von der Lausanner Satirezeitschrift La Distinction für die verworrenste Aussage des Jahres in der Romandie verliehen. Er ist nach dem Bürgermeister von Champignac benannt, einer Figur aus den Comics Spirou et Fantasio, der sich durch seine langen Reden voller Jargons auszeichnet.